# Superstar: The Hits
Superstar: The Hits è un album raccolta di Jamelia, il primo greatest hits della cantante inglese, pubblicato dalla  EMI nel settembre 2007. Dall'album mancano alcuni brani che si possono considerare successi della cantante, come il suo singolo di debutto So High o Universal Prayer con Tiziano Ferro. In compenso è contenuto il singolo Stop dalla colonna sonora del film Che pasticcio, Bridget Jones!, mai pubblicato su un suo album.

## Tracce
1. Superstar
2. Thank You
3. See It in a Boy's Eyes
4. Stop
5. Money (featuring Beenie Man)
6. Beware Of The Dog
7. DJ
8. Something About You
9. Call Me
10. Bout (featuring Rah Digga)
11. No More